# Кенган (месторождение)
Кенган — крупное газоконденсатное месторождение в Иране. Расположено на побережье Персидского залива в районе одноимённого города (остан Бушир). Открыто в 1960 году.
Относится к Предзагросскому нефтегазоносному району. Газоносность связана с отложениями пермского периода. Залежи на глубине 3,0-3,3 км.
Начальные запасы природного газа 0,8 трлн м³, а вместе с газовыми месторождениями Нар (250 млрд м³) и Ассалуйе (250 млрд м³) составляет 1,3 трлн м³.
Оператором месторождения является иранская государственная компания NIOC. Добыча газа на месторождении в 2007 году составила 37 млрд м³.